# Tom Dwan
Thomas „Tom“ Dwan Jr. (* 30. Juli 1986 in Edison, New Jersey) ist ein professioneller US-amerikanischer Pokerspieler. Er erlangte unter dem Nickname durrrr durch seine Erfolge und Spielweise in Online-Cash-Games Bekanntheit. 2019 wurde er als einer der 50 besten Spieler der Pokergeschichte genannt.

## Persönliches
Dwan studierte ein Jahr an der Boston University und brach sein Studium anschließend ab. Er lebt in Macau.

## Pokerkarriere

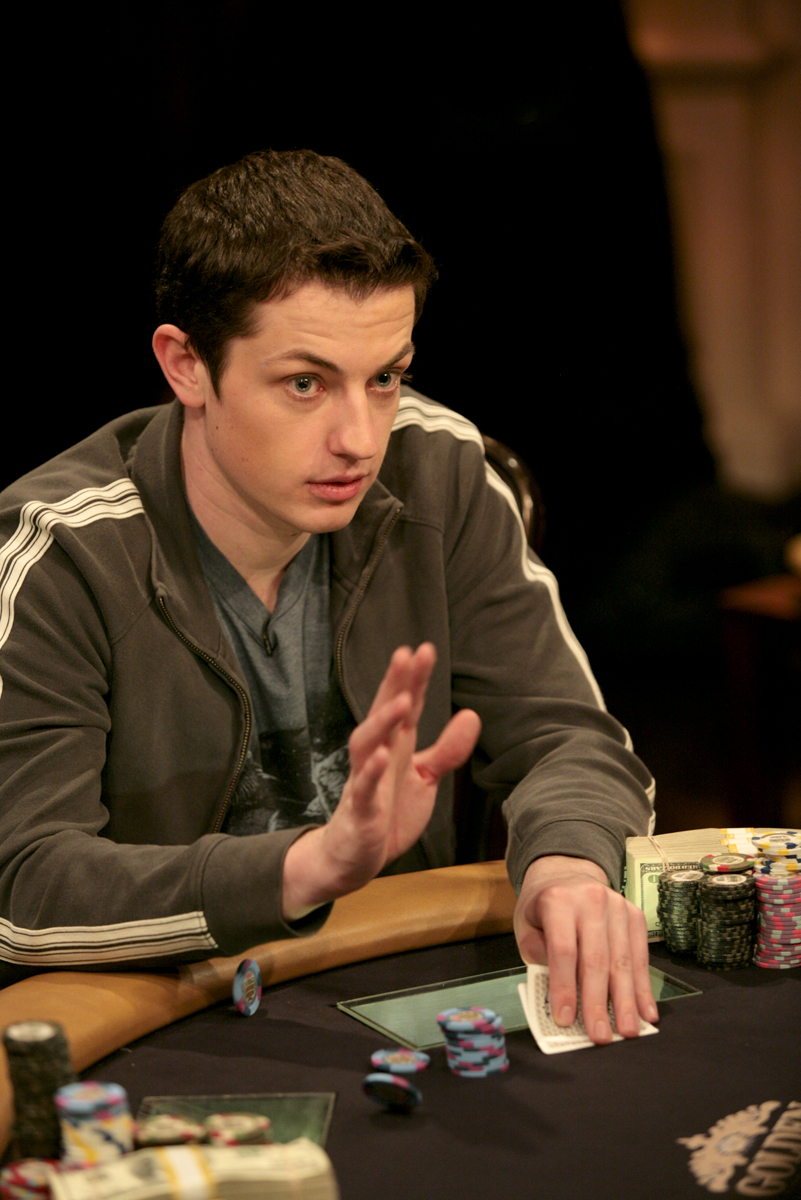
Dwan bei High Stakes Poker (2008)

### Online
Dwan ist ein Spieler, der unter dem Nickname durrrr hauptsächlich durch Erfolge im Onlinepoker auf sich aufmerksam gemacht hat. Er begann sein Spiel auf der Plattform Paradise Poker, auf der er sich zunächst etwas Geld erspielte. Nach etwa zwei Monaten fing er an Cash-Game-Tischen zu spielen und machte an diesen Gewinne von etwa 15.000 US-Dollar. Daraufhin beschloss er, um höhere Einsätze zu spielen. Es gelang ihm, in sehr kurzer Zeit an die Spitze zu kommen und sich einen Namen in der Szene zu machen. Seine Reputation verdiente er sich vor allem durch hohe Gewinne bei Cash Games in den Varianten No Limit Hold’em und Pot Limit Omaha. Insgesamt hat Dwan auf der Plattform Full Tilt Poker mit Cashgames einen Profit von über 2 Millionen US-Dollar erspielt. Auf PokerStars spielt Dwan unter dem Nickname Hold_emNL.

### Live
Dwan belegte im September 2005 beim Main Event der European Poker Tour in London den zwölften Platz und sicherte sich 7000 Britische Pfund Preisgeld. Zwei Jahre später wurde er beim Main Event der World Poker Tour in Mashantucket Vierter und erhielt dafür über 320.000 US-Dollar. Im Januar 2008 erreichte Dwan zwei Geldplatzierungen bei der Aussie Millions Poker Championship in Melbourne, darunter ein zweiter Platz. Ende Januar 2008 wurde er bei einem Vorturnier der Borgata Winter Open 2008 Zweiter und bekam dafür 226.100 US-Dollar. Anfang Juni 2008 war Dwan erstmals bei der World Series of Poker (WSOP) im Rio All-Suite Hotel and Casino am Las Vegas Strip erfolgreich und kam bei zwei Turnieren ins Geld, wofür er zusammen rund 100.000 US-Dollar Preisgeld erhielt. Er nahm an der National Heads-Up Poker Championship 2008 teil und setzte sich in der ersten Runde nach nur drei Händen gegen Phil Hellmuth durch, da sein Paar Zehner gegen Hellmuths Paar Asse gewann. In der zweiten Runde schied Dwan gegen Mike Matusow aus. Bei der WSOP 2010 belegte Dwan im elften Event hinter Simon Watt den zweiten Platz und gewann somit 381.885 US-Dollar. Das Heads-Up sorgte für besonderes Aufsehen, da Dwan eine Reihe von Wetten auf den Gewinn eines Bracelets laufen hatte. Schätzungsweise hätte ihm ein Sieg einen Wettgewinn von 9 bis 20 Millionen US-Dollar eingebracht. Im Februar 2014 belegte Dwan bei der A$250.000 Challenge der Aussie Millions den sechsten Platz und erhielt 500.000 Australische Dollar. Mitte März 2017 erlangte er nach drei Jahren einen weiteren Cash und wurde beim Super High Roller der MBP Spring Challenge in Macau hinter Mikita Badsjakouski Zweiter für umgerechnet rund 250.000 US-Dollar. Im Rahmen der 50. Austragung der World Series of Poker wurde Dwan im Juni 2019 als einer der 50 besten Spieler der Pokergeschichte genannt. Mitte August 2019 erzielte er bei der Triton Poker Series in London drei Geldplatzierungen, die ihm umgerechnet über 1,6 Millionen US-Dollar einbrachten. Im Mai 2022 gewann er bei der Triton Series in Madrid zwei Turniere mit Hauptpreisen von 626.000 Euro.
Insgesamt hat sich Dwan mit Poker bei Live-Turnieren mehr als 6,5 Millionen US-Dollar erspielt. Er war ab November 2009 Mitglied des Team Full Tilt. Dwan spielte zudem bei der fünften und sechsten Staffel des Fernsehformats High Stakes Poker. Im Rahmen des Full Tilt Million Dollar Cashgame, das im Frühjahr 2010 bei Sky Sports ausgestrahlt wurde, gewann Dwan den bis dahin größten Pot der Fernsehgeschichte, als er in einer Hand rund 1,1 Millionen US-Dollar gegen Phil Ivey gewann. Nachdem Dwan als Rekordhalter zwischenzeitlich abgelöst worden war, stellte er am 30. Mai 2023 mit dem Gewinn eines Pot von rund 3,1 Millionen US-Dollar gegen Wesley Fei einen neuen Rekord auf. Die Hand wurde im Hustler Casino in Los Angeles gespielt und live übertragen.

### Spielweise
Dwan ist für seine äußerst aggressive Spielweise bekannt. Dwan spielt loose, was bedeutet, dass er sich nicht an die klassischen guten Starthände beim Pokerspiel hält, sondern mit beinahe jeder beliebigen Kartenkombination  sein Spiel eröffnet. Daher ist er oftmals für seine Gegenspieler sehr schwer einzuschätzen.